# اوتوه
اوتوِ یا اوتوا دومین منطقه شهرداری بزرگ در آبخوست و ایالت کوسرائی در کشور ایالات فدرال میکرونزی است. جمعیت اوتوه در سال ۱۹۹۴، ۱،۰۵۶ نفر بود.
{{Infobox settlement
|name=اوتوه|native_name=|native_name_lang=|settlement_type=|image_skyline=Kosrae municipalities.jpg|image_alt=|image_caption=شهرداری‌های آبخوست و ایالت کوسرائی|image_flag=|motto=|image_map=Utwe mappa.GIF|map_alt=|map_caption=|pushpin_map=Federated States of Micronesia|pushpin_label_position=|pushpin_map_alt=|pushpin_map_caption=|latd=5|latm=17|lats=42|latNS=N|longd=162|longm=57|longs=58|longEW=E

## جغرافیا
اوتوه در جنوبی‌ترین بخش آبخوست کوسرائی قرار دارد اما هیچ ساحلی در بخش خاوری ندارد. پایتخت آن روستای «اوتوا ما» به معنی "روستای اوتوه" است.

## پارک دریایی اوتوه-والونگ
پارک دریایی اوتوه-والونگ یک منطقه حفاظت‌شده است. بنیان‌گذار آن «مَدیسُن نِنا» یک زیست‌شناس بود که جوایز بسیاری را از آن خود کرد. در سال‌های پایانی دهه ۱۹۹۰ (میلادی) مدیسون ننا با راه‌اندازی یک کمپین موفق از ساخت یک مجموعه گردشگری بدون سامانه فاضلاب مناسب جلوگیری کرد و به جای آن یک تور گردشگری طبیعی در روستای کوسرائی را پایه گذاشت. همچنین او با همکاری ریش‌سفیدان کوسرائی شیوه خانه‌سازی بومی در کوسرائی را دوباره زنده کرد.
پارک دریایی اوتوه-والونگ نمونه بسیار خوبی از آب‌سنگ مرجانی سخت، جنگل دست‌نخورده، و زیست‌بوم انسان‌ساز گسترده است. دفتر پارک در نزدیکی سایت یک کشتی زیر آب رفته است. صاحب این کشتی «بولی هیز» یک بازرگان و دزد دریایی بدنام بود. گفته می‌شود که او چند گنج را در جنگل کوسرائی پنهان کرده‌است.

## آموزش و پرورش
وزارت آموزش و پروش ایالت کوسرائی مدرسه ابتدایی اوتوه را مدیریت می‌کند. دانش‌آموزان دبیرستانی به دبیرستان کوسرائی در توفول، شهرداری للو می‌روند.